# 江戸の鷹 御用部屋犯科帖
『江戸の鷹 御用部屋犯科帖』（えどのたか ごようべやはんかちょう）は、テレビ朝日系列・火曜午後9時の時代劇枠にて1978年1月10日から同年9月26日まで放送されたテレビ時代劇。全38話。
放送期間は「1979年の1月10日から9月26日まで」とも言われるが、制作した三船プロのウェブサイトでは1978年になっている。

## 内容
田沼意次政権で不正が横行していた時代。斬り捨て御免の権限を得たお鷹組（4人の武士と町人1人しかいない）がいかなる権力にも屈せずあらゆる悪を弾劾する活躍を描いた痛快作品。
お鷹組とは、将軍直属の捜査班だが、将軍に命じられてお鷹組ができたわけではない。ある事件で捜査班でもないお鷹組から将軍に直訴、斬り捨て御免の権限を得た捜査班になった。
- 鷹が紋所のデザインである。
- メンバーはそれぞれ自身の鷹を持ち、良き相棒として接している。鷹もメンバーの信頼に応え、囚われの身のメンバーの縄をちぎったり、攻撃してくる敵を突付きまわしたりして、援護の役割も果たしている。
- 悪に苦しめられている人が目安箱に訴状を入れる。目安箱は将軍の目前で開封され、届いた訴状はすべて将軍が目を通す。そして目のかかった訴えについてお鷹組への指令が下り、指令書は鷹が運んでくる。お鷹組は、鷹からの指令以外は原則として単独行動はできないことになっている。

## キャスト

### お鷹組
- 内山勘兵衛：三船敏郎

お鷹組支配、隊員たちからは「お頭」と呼ばれる。剛直な硬骨漢で抜群の統率力の持ち主。斬りこみの際にはお鷹組の常紋入りの陣笠と陣羽織を着用する。
- 若杉新之助：田中健

お鷹組では一番若手の隊員。剣だけでなく槍も使う。母・お福を大切にする孝行息子でもある。
- 一柳角太郎：中谷一郎

お鷹組副長。沈着冷静で勘兵衛の右腕的存在。離縁した妻・おひろと娘・お吉がいる（第7話）。第37話で戦死する。
- 風見鉄平：田中邦衛

お鷹組隊員。直情径行の熱血漢。おたかに惚れており、最終回の決戦直前に祝言を挙げてから斬りこみ、壮烈な戦死を遂げる。
- 雉兵衛：坂上二郎

お鷹組の小間使い兼密偵で、情報収集が主な任務。基本的には斬りこみには参加しない。

### その他
- お小夜：奈良富士子（1 - 6・9・10・12・14・16・19・21・25・28・30・31・33・35・37話）

お鷹組の溜まり場である料理屋の女将。
- お福：風見章子（1・29・38話）

新之助の母。
- 田沼意次：岡田英次（1・26・36 - 38話）

幕府老中。幕政の実権を握り専横を極める。お鷹組の宿敵。
- 将軍 家治：里見浩太朗（特別出演）（1・2・4話）

徳川幕府10代将軍。田沼の専横を憂い、それを糺すための捜査機関としてお鷹組に斬り捨て御免の特権を与える。
- 夜鷹のおたか：伊佐山ひろ子（9・23・27・37・38話）

鉄平の想い人。最終回で祝言を挙げる。
- 鳴神哲堂：西村晃（1・4・19・38話）

田沼意次を陰から操る幕閣の元老で、お鷹組にとっての真の宿敵。
- ナレーション：黒沢良

## スタッフ
- プロデューサー：勝田康三(テレビ朝日)、元村武
- 監督：サブタイトルリスト参照
- 脚本：サブタイトルリスト参照
- 音楽：菊池俊輔
- プロデューサー補：木村博人
- 殺陣：山口博義
- 助監督：下村優、猪崎宣昭
- 音響効果：宮田音響
- MA：トリッセンスタジオ
- 現像：東洋現像所
- 鷹匠：澤田政弘
- 主題歌（19話まで）「明日に生きる」歌：葵三音子 作詞：早乙女達人 作曲：菊池俊輔
- 制作：テレビ朝日、三船プロダクション

## サブタイトルリスト
| 話数              | 放送日         | サブタイトル                     | 脚本              | 監督     | ゲスト出演者 |
| ----------------- | -------------- | -------------------------------- | ----------------- | -------- | --- |
| 第1話             | 1978年 1月10日 | 「お鷹組誕生！」                 | 池田一朗          | 森崎東   | 牧野大隅守：川合伸旺、山田左近：田武謙三、河井久敬：永井秀明、清兵衛：稲葉義男、お松：永野裕紀子、玉助：岡部正純、弥兵衛：日野道夫 |
| 第2話             | 1月17日        | 「黒い沼の悪を斬る！」           | 柴英三郎          | 森崎東   | お紋：結城しのぶ、大八：森次晃嗣、大崎玄馬守：南原宏治、お滝：赤座美代子、大崎外記：菅貫太郎、若杉左平次：清水綋治、山岸茂十郎：勝部演之、原田源之進：木村元、仁吉：根岸一正、仙太：甲斐武、与助：小林尚臣                                                                                           |
| 第3話             | 1月24日        | 「花嫁行列を追え！」             | 池田一朗          | 村山三男 | 松井忠晶：戸浦六宏、お佐和：伊藤めぐみ、京屋右太衛門：草薙幸二郎、又助：人見きよし、太田平左衛門：小林勝彦、西川太兵衛五味龍太郎、圭太：鈴木政晴、平吉：夏木章、お道：平塚磨紀、浅吉：山下勝也 |
| 第4話             | 1月31日        | 「大江戸の暗黒を斬る！」         | 池田一朗          | 松尾昭典 | 相の山のお妻：江波杏子、角屋政五郎：安部徹、井上越後守：田中明夫、松山平太：近藤宏、与助：榎木兵衛、吉造：松山照夫、相川：八名信夫、丸山伸蔵：森章二、三次：沖田駿一、池田秀一 |
| 第5話             | 2月7日         | 「行方不明！謎の60人」           | 小川英            | 宮越澄   | 岩本帯刀：青木義朗、太助：市川好朗、お雪：瞳順子、伍堂庄右衛門：須賀不二男、喜兵衛：植村謙二郎、黒田義昭：山本清、草場紋十郎：森川公也、栄造：石山雄大、山本平蔵：戸塚孝、松平甲斐守：斉藤英雄 |
| 第6話             | 2月14日        | 「奥州路に鷹が舞う！」           | 津田幸於          | 吉川一義 | 三田村刑部：葉山良二、南条平九郎：有川博、お篠：鳥居恵子、柏屋治兵衛：浜田寅彦、黒木堂馬：横森久、山崎源之介：外山高士、お銀：森秋子、弥助：鮎川浩、島蔵：早川研吉、南条孫兵衛：岩城力也、 |
| 第7話             | 2月21日        | 「危ない父さま！」               | 池田一朗          | 松尾昭典 | 石出帯刀：和崎俊哉、おひろ：倉野章子、三上長門：北原義郎、城山郡兵衛：伊達三郎、輪島市之進：千波丈太郎、耳助：杉江廣太郎、幸七：遠藤剛、お吉：鈴木輝江、藤助：玉村駿太郎、松川平蔵：相原巨典、成増太兵衛：君塚正純、山下松之助：森下明                                                               |
| 第8話             | 2月28日        | 「廃虚の街に鷹が飛ぶ！」         | 大工原正泰        | 宮越澄   | 喜平次：大出俊、おぬい：土田早苗、赤金の源八：山本麟一、おりん：二宮さよ子、前山の仙吉：天津敏、平賀弥之助：名和宏、戸沢十次郎：田中浩、多平：三角八郎、陣吾：長谷川弘、大倉：永井玄哉 |
| 第9話             | 3月7日         | 「女地獄！魔の尼寺」             | 池田一朗          | 渡邊祐介 | おたか：伊佐山ひろ子 太郎兵衛：成瀬昌彦、袋井主水正：中山昭二、近江屋三七：福山象三、吉五郎：中田博久、春香尼：薗千雅子、おこん：ひろみどり、曲淵：幸田宗丸、利助：早川純一、安吉：千田孝之、職人：猪野剛太郎                                                                                        |
| 第10話            | 3月14日        | 「凶弾！復讐の女豹」             | 胡桃哲            | 宮越澄   | 茜：かたせ梨乃、鳥居備前守：菅貫太郎、脇坂主水：山岡徹也、左源太：穂高稔、新太：松田洋治、半次：三上剛、お時：原田千枝子、木島右近：渡辺高光、女将：角田淑子、町人：森下明、老人：加藤茂雄 |
| 第11話            | 3月21日        | 「傷だらけの一匹狼」             | 猪又憲吾          | 吉川一義 | 室田一角：藤巻潤、おつな：奈美悦子、牧野主膳：田口計、叶屋徳兵衛：須藤健、お重：新海百合子、お千代：中山恵子、清吉：滝波錦司、中岡：戸塚孝、留吉：森裕介 |
| 第12話            | 3月28日        | 「念という字が空に舞う！」       | 小川英            | 吉川一義 | 原善二郎：平田昭彦、中井源三郎：三上真一郎、文三：小野川公三郎、 土屋庄右衛門：田中浩、宗兵衛：伊沢一郎、辰吉：杉義一、伝次：岩城力也、お里：末次美沙緒 |
| 第13話            | 4月4日         | 「待伏せ！千人槍同心」           | 池田一朗          | 村山三男 | 山代屋清太郎：剣持伴紀、おひろ：榊ひろみ、浜中左近：名和宏、山代屋徳兵衛：潮万太郎、寺村元造：中村竜三郎、お半：平塚磨紀、与平：加藤春哉、中山主水：安田隆、伝吉：三夏伸、平次：波戸崎徹、三太：高橋義治、お紋：城山順子、女郎：森みつる、女中：岩瀬裕美、番頭：門脇三郎                             |
| 第14話            | 4月11日        | 「黒い傷痕の用心棒」             | 津田幸於          | 村山三男 | 秋沢源之進：若林豪、お浜：二宮さよ子、板倉丹波：田中明夫、相模屋吉兵衛：早川雄三、東堂佐十郎：中田浩二、酉蔵：岡部正純、木崎辰五郎：原田力、三太：宮廻夏穂、おしの：藤堂陽子、お徳：橘田良江、お粂：花原照子                                                                                         |
| 第15話            | 4月18日        | 「孤剣！首斬り弥五郎」           | 大工原正泰        | 宮越澄   | 小谷弥五郎：大友柳太朗、為吉：潮哲也、静：小林かおり、大庭左太夫：北原義郎、加納仙二郎：佐原健二、伊勢田：中庸介、六助：大川義幸、垣内荘之介：加地健太郎、綾乃：金子勝美、浜口：小坂生男、銀次：森下明、伊奈貫太                                                                                     |
| 第16話            | 4月25日        | 「熱砂の女地獄谷！」             | 国弘威雄          | 鹿島章弘 | およう：佐々木すみ江、おみわ：鈴鹿景子、内藤弾正：須賀不二男、永井左京亮：中山昭二、おきく：目黒幸子、おふさ：夏海千佳子、山崎：小林勝彦、三次：大村千吉、田代：中平哲仟、お仙：玉井碧、おちさ：川畑佳子、おみち：記平佳枝、おもと：渡部真美子、お美代：萩生田千津子                                 |
| 第17話            | 5月2日         | 「さすらいの聖少女」             | 池田一朗          | 村山三男 | お美和：沢井桃子、お紋：津山登志子、平太：日ノ下金太郎、村上弦斉：沼田曜一、日昭：清川新吾、坪田幹之介：近藤宏、山吉：江幡高志、杉山：阿部寿美子、清造：夏木章、おとよ：采野圭子、お辰：若松和子、お万：中田彩子、吉兵衛：森下明、金太：桂文太                                                       |
| 第18話            | 5月9日         | 「献上鷹！危機一髪」             | 国弘威雄          | 宮越澄   | 久保寺陣内：土屋嘉男、ゆき：渡辺やよい、空月：勝部演之、小西主水正：植村謙二郎、高畑：北川陽一郎、伊助：きくち英一、茂平：福岡正剛 |
| 第19話            | 5月16日        | 「赤い疑惑の罠を斬る！」         | 胡桃哲            | 村山三男 | 牧村源十郎：柴田侊彦、君香：大関優子、牧村監物：高城淳一、三沢多門松下達夫、森：大和田進、佐久間：辰馬伸、佐吉：高田直久、茂兵衛：黒木佐甫良、安井半左衛門：入江正徳、松川重四郎：相沢治夫 |
| 第20話            | 5月23日        | 「戦慄！夜霧の女」               | 池田一朗 杉江慧子 | 鹿島章弘 | 伶花：夏樹陽子、徳太郎：浜田寅彦、沢田左馬之介：神田隆、月岡清太郎：小笠原良知、お文：岩崎良美、藤七：矢野宣、次郎助：三谷昇、若山：小美野欣二、権太夫：山田禅二、黒川伝蔵：晴海勇三、音無弥次郎：小坂生男、みつ：川口節子、平太：あづま竜太                                                         |
| 第21話            | 5月30日        | 「暗黒街の子連れ狼」             | 津田幸於          | 吉川一義 | 倉知竜之介：岸田森、滝沢道願：川合伸旺、お千勢：沢井桂子、木層屋辰蔵：富田仲次郎、仙造：三角八郎、長野主膳：庄司永建、おりき：沢田亜矢子、おひで：丸山秀美、越前屋伊兵衛：弘松三郎、相馬屋彦兵衛：外野村晋、定吉：並木静夫、長太郎：北沢輝樹、伊勢屋次助：相原巨典                                   |
| 第22話            | 6月6日         | 「本日、火刑に処す！」           | 池田一朗          | 宮越澄   | お圭：山本由香利、木暮市之進：玉川良一、太兵衛：森幹太、芳太郎：北村総一郎、弥助：上田忠好、平吉：西田良、おぎん：藤江リカ、山谷十兵衛：野口貴史、佐伯彦兵衛：阿部希郎、おその：たくみさよ、安珍：団巌、仁斉：横山あきを、お邦：世樹まゆ子、三吉：阿部昇二、山崎半九郎：八幡源太郎、おしん：花原照子 |
| 第23話            | 6月13日        | 「大奥の女王蜂」                 | 池田一朗          | 村山三男 | 山際清左衛門：下条正巳、矢島：加茂さくら、武田観兵衛：織本順吉、要作：岡村清太郎、松村伝助：早川純一、花井右近：小林稔侍、徳造：遠藤剛、沢田金吾：溝口舜亮、お梶：蓜島恵子、松ヶ枝：伊佐美津江、内海平八：花上晃                                                                                     |
| 第24話            | 6月20日        | 「絶唱！大空に舞う黒髪」         | 今村文人          | 吉川一義 | お美代：浅野真弓、伊深又四郎：本郷直樹、越中屋彦兵衛：嵯峨善兵、上坂重兵衛：高城淳一、卯之助：住吉正博、半造：内田善郎、沼田：千波丈太郎、高木玄斎：湊俊一、今井森章二、牢番：橋本仙三、千太：水木英二、漁師：猪野剛太郎                                                                             |
| 第25話            | 6月27日        | 「魔の峠！女の地獄」             | 津田幸於          | 宮越澄   | おさわ：木内みどり、お妙：木村理恵、神山軍蔵：中村竜三郎、伝兵衛：汐路章、お辰：白石奈緒美、茂兵衛：陶隆司、伊八：袋正、鬼頭半三郎：木島一郎、矢崎伊十郎：可知靖之 |
| 第26話            | 7月4日         | 「田沼一族の陰謀」               | 池田一朗          | 村山三男 | 牧野蔵人：黒川弥太郎、原田義助：加納竜、甲斐典膳：市川祥之助、丸目頼母：杣英二郎、おきん：春江ふかみ、足助：平田守、田沼意致：若尾哲平、おかよ：秋谷陽子、田沼意誠：相沢治夫、嘉平：増田順司 |
| 第27話            | 7月11日        | 「鉄火肌！永代河岸の女」         | 池田一朗          | 鹿島章弘 | お定：絵沢萌子、山際兵太郎：山岡徹也、長助：古川ロック、松原又右衛門：安宅忍、権藤右近：川辺久造、おしん：中田彩子、おきた：青山恭子、三木敬造：仙波和之、清吉：吉田豊明、向井将監：若林豪（特別出演）                                                                                               |
| 第28話            | 7月18日        | 「秘境！斑尾八人の尼僧」         | 大野靖子          | 吉川一義 | お藤：江崎英子、桂木兵馬：亀石征一郎、三隈頼母：石浜朗、松造：梅津栄、院主：三田登喜子、だるま二郎 |
| 第29話            | 7月25日        | 「三途ノ川の子守歌」             | 池田一朗          | 原田隆司 | 弥次郎：河原崎建三、山口備前守：藤岡重慶、お梶：水上竜子、清松：土方弘、平造：成瀬正、益井重兵衛：山本昌平、榎木兵衛、沖田駿一、平野稔 |
| 第30話            | 8月1日         | 「怪奇！八ツ目洞窟の隠し金」     | 猪又憲吾          | 吉川一義 | 甚兵衛：土屋嘉男、弥吉：石田信之、おみよ：村田みゆき、久坂若狭守：横森久、安五郎：田中浩、磯部玉川伊佐男、茂兵衛：斉川一夫、釘助：田辺洋、源太：伊吹新太郎 |
| 第31話            | 8月8日         | 「怨み花・浴槽の死美人」         | 大工原正泰        | 原田隆司 | おしの/おこう（二役）：宮下順子、幸吉：早川保、岩崎伝八郎：神太郎、井筒屋：伊沢一郎、庄助：原田清人、伊平次：鳥巣哲生、おつね：大坪日出代、高村伊織：弘松三郎、おえん：御道由紀子、お福：松本潤子、藤屋：岩城和男                                                                                    |
| 第32話            | 8月15日        | 「イナズマ号に異状あり！」       | 杉村のぼる 小川英 | 原田隆司 | 左吉：山本亘、服部主膳：中山昭二、片山源十郎：木村元、お照：吉田さより、近藤兵馬：森章二、平田左平：小坂生男、弥助：井上三千男 |
| 第33話            | 8月22日        | 「黒豹、闇を裂く！」             | 津田幸於          | 鹿島章弘 | 桂木半次郎：伊吹吾郎、志保：大関優子、鬼頭兵部：小瀬格、木津屋宇兵衛：穂高稔、佐兵衛：山田禅二、真崎仙十郎：高杉玄、お菊：植木悦子、留吉：中島元、喜兵衛：逗子とんぼ |
| 第34話            | 8月29日        | 「危機一髪、将軍暗殺！」         | 中村勝行          | 吉川一義 | お葉：堀越陽子、相良監物：睦五郎、榎本伊織永井秀和、覚全：加藤和夫、本間善右衛門：梅沢昇、おたえ：幸村有美、村井良順：灰地順 |
| 第35話            | 9月5日         | 「策謀！女賊の罠」               | 柴英三郎          | 村山三男 | 水町弥衛門：佐野浅夫、水町弥一郎：森下哲夫、千鳥：清水めぐみ、大口屋暁雨：河村弘二、お時：三好美智子、吉三：潮健志、紋次：遠藤征慈 |
| 第36話            | 9月12日        | 「壮烈、お鷹組隊長戦死！」       | 池田一朗          | 原田隆司 | 了源：稲葉義男、市村平之進村上不二夫、佐々一角：大前均、土川宗兵衛：庄司永建、八重：一ノ瀬康子、大坪：金子研三、茂作：矢野間啓二、丹野五平：晴海勇三、正木治助：新井一夫、赤井忠晶林孝一、文吉：永井玄哉、治兵衛：相沢治夫、九兵衛：阿部昇二                                                         |
| 第37話            | 9月19日        | 「激闘、お鷹組副長戦死す！」     | 池田一朗          | 森崎東   | 無辺：成瀬昌彦、松五郎：植村謙二郎、大坪四郎右衛門：小美野欣二、間部大助：前川哲男、山崎伍助：松野健一、根上：佐藤和男、お吉：鈴木輝江、おしん：中田彩子 |
| 第38話 （最終話） | 9月26日        | 「決戦、お鷹組全員死地に向う！」 | 池田一朗          | 原田隆司 | 細木竜斉：原口剛、美江：新海百合子、忠助：戸塚孝 |